# Santiago Lovell
Santiago Lovell, född 23 april 1912 i Buenos Aires, död 17 mars 1966, var en argentinsk boxare.
Lovell blev olympisk mästare i tungvikt i boxning vid sommarspelen 1932 i Los Angeles.